# Samuel Wiart
Pour les articles homonymes, voir Wiart.
Samuel Wiart est un footballeur français né le 22 juin 1973 à Villers-Semeuse. Il est attaquant.

## Biographie
Originaire des Ardennes, Samuel Wiart commence sa carrière professionnelle à Charleville. En 1997, conseillé par Moussa Bezaz, Laszlo Bölöni, entraîneur de Nancy, mise sur cet attaquant gaucher accrocheur. Il sera titulaire pendant les trois saisons coachées par l'entraîneur roumain et inscrira en moyenne 7 buts en championnat. 
Mais durant l'été 2000, Samuel Wiart peine à digérer la relégation du club lorrain en deuxième division. Son début de saison est chaotique et il perd sa place de titulaire. En fin de contrat l'année suivante, il signe dans le club de La Gantoise (D1, Belgique), équipe entraînée par Patrick Remy. Blessé à plusieurs reprises, il ne joue quasiment pas. Libre de tout contrat l'été 2002, Samuel Wiart signe une licence amateur avec le club de Division d'Honneur de Prix-les-Mezières. 
En panne de joueur offensif sur le côté gauche, l'AS Nancy l'invite alors à une semaine d'essai. Samuel prouve qu'il est prêt physiquement et signe un contrat pro jusqu'en fin de saison. Sa saison est perturbée par plusieurs soucis physiques qui conduisent Samuel Wiart à mettre un terme à sa carrière professionnelle en fin de saison. 

## Carrière
- 1993-1997 :  FCO Charleville
- 1997- février 2001 :  AS Nancy-Lorraine
- février 2001-2002 :  La Gantoise
- 2002-2003 :  AS Nancy-Lorraine[1]

## Palmarès
- Champion de France de Division 2 en 1998 avec l'AS Nancy-Lorraine